# PangYa
PangYa foi um simulador online de golfe, desenvolvido pela NtreevSoft, e distribuído pela HanbitSoft. Em PangYa, as partidas podem ser feitas com até 30 jogadores simultaneamente no modo torneio.

## O Jogo
O jogo conta com quatro modos, nos quais são divididos em salas onlines de "Versus" (de 2 a 4 pessoas), de Torneios (de 4 a 30 pessoas), Batle (Pangs e Aproximação) e Lounge (usadas para comércio). Nos torneios é possível ganhar troféus por um bom desempenho frente aos adversários. O jogo também conta com um ranking, possibilitando ao jogador verificar o seu desempenho em comparação com os demais em 4 categorias: Pontos de Experiência, porcentagem de acerto de Long-Putt, porcentagem de acerto a partir de um Fairway, e Média de Tacadas. O objetivo, assim como no golfe real, é terminar a partida com o menor número de tacadas possível. Existem tacadas especiais (Tomahawk, Backspin/Forwardspin, Cobra e Spike) que produzem um efeito diferenciado na trajetória e distância da bola, o Tomahawk é uma tacada que aumenta a força do jogador. Ao tacar, o Tomawawk deixa a bola de golf em chamas, e ao cair, gera uma explosão.Backspin ou Forwardspin adiciona um efeito de impulso para a bola (Backspin, em português, girar para trás, breca a bola durante seu trajeto. Forwardspin, em português, girar para frente, ao a bola terminar o trajeto, adiciona-se um impulso para frente na bola). Cobra é uma tacada onde o vento não influencia muito na trajetória da bola, ótima para passar por baixo de cavernas entre outros do gênero. Spike é a fusão de tomahawk e Cobra a bola sai de rasteira e sobe, em seguida ela pega força e dispara para o ponto escolhido para cair.

## Moeda
Existe também a possibilidade de juntar Pangs (moeda do jogo que se ganha nas partidas) para comprar itens e roupas que aumentam suas habilidades.
Pode-se comprar Points(versão PangYa USA) ou cookies (demais versões) com dinheiro real, e assim pode comprar itens com grandes vantagens em relação aos de Pangs. Com os Pangs e Astros/Cookies pode-se contratar um Caddie (a moeda a se pagar dependia do caddie), estes aumentam os atributos (força, precisão, controle, spin ou curva). O caddie pago em Pangs pode entrar de férias caso seu salário não seja pago, ou seja, se você não lhe der uma quantia a cada 30 dias.

## A Carta de Encerramento do Servidor Brasileiro (Pangya BR)
No dia 1º de março, no site oficial do PangYa!, a empresa que administrava o game (UNO games) publicou uma carta informando aos jogadores que os servidores (4) de PangYa! 2ª temporada BR seriam desativados. Infelizmente, os quatro servidores do PangYa! Brasil saíram do ar no dia 19 de Março de 2007 as 2h07 pela baixa lucratividade e altos custos como Taxa de Servidores, Data Center, Royalties, fazendo com que a UNO deixasse de distribuir o jogo no Brasil.

### A Carta
Carta Aberta - Nossos Agradecimentos e Despedida.
Caros Amigos e Parceiros,
Nos últimos meses tentamos viabilizar a continuidade dos serviços providos pela UNO Net Work do Brasil, principalmente os que se referem ao jogo online PangYa. Pela falta de concordância entre as partes contratantes no acordo do jogo (a saber: a UNO Net Work, a desenvolvedora Ntreev e a distribuidora HanbitSoft), pelos altos custos de uma operação desse porte no Brasil e pela baixa quantidade de vendas, nos vemos agora impelidos a encerrar as atividades da empresa nos próximos dias.
Reiteramos nossos sinceros pedidos de desculpas por todo e qualquer inconveniente que essa atual situação possa causar aos usuários do PangYa no Brasil. Era de nosso honesto interesse ver o jogo ainda disponível a todos, mesmo que sob a gerência de outra empresa que não a nossa - infelizmente isso não aconteceu.
Aos ainda ativos usuários, fica a nota de que os servidores sairão definitivamente do ar às 23:59 do dia 19 de Março de 2007, horário de Brasília.
Esperamos que aproveitem bem esses últimos dias e agradecemos a todos pelos apoio e prestígio dispensados à nossa iniciativa.
Obrigado e Adeus,
Equipe PangYa Brasil

## Albatross18
Albatross18 foi um servidor do PangYa americano, onde vários jogadores de todo mundo jogavam, e foi encerrado no ano de 2009. Depois de alguns meses a SG Interactive (com a licença da Ntreev Soft) lançou o Pangya USA. A Ntreev ainda possibilitou que todas as contas do servidor Albatross18 fossem recuperadas para o Pangya USA.

## Distribuição dos CASH Points no Brasil
Desde de 9 de Junho de 2009 a Level Up! Games, vende os CASH Points de PangYa para os jogadores brasileiros que jogam no Servidor Americano.
Atualmente o jogo não é mais distribuído oficialmente no mundo, sendo o último servidor oficial no Japão encerrado.